# آدم لالانا
آدم ديفيد لالانا (بالإنجليزية: Adam Lallana)‏ (من مواليد 10 مايو 1988) هو لاعب كرة قدم إنجليزي. يلعب في مركز الوسط ل‍نادي برايتون المنافس في الدوري الإنجليزي الممتاز، وأحد لاعبي المنتخب الإنجليزي لكرة القدم.
ولد في سانت ألبانز، بدأ مسيرته الكروية مع نادي ساوثهامبتون في سن الشباب، وأصبح قائد الفريق في عام 2012. انتقل إلى نادي ليفربول 2014 وفي عام 2020، انتقل إلى نادي برايتون الإنجليزي.

## سيرة اللاعب

### ساوثهامبتون
كان لالانا عضوا في مركز التميز في بورنموث، عندما شوهدت قدراته الفنية من قبل كشافي المواهب في ساوثهامبتون، وتلى ذلك انضمامه إلى أكاديمية القديسين وهو يبلغ من العمر 12 عاما في عام 2000.
انضم لالانا إلى الفريق الأول في يوليو 2006، كان أول ظهور له في 23 أغسطس 2006، حينما شارك في الفوز 5-2 على يوفيل تاون في كأس رابطة اندية المحترفين.
وقع عقدا جديدا يوم 31 أكتوبر عام 2006 لإبقائه في ساوثهامبتون حتى ديسمبر 2009. سجل هدفه الأول في حياته المهنية في 28 نيسان 2008، ضد ويست بروميتش ألبيون في بطولة الدرجة الأولى.
أصبح عضوا في الفريق الأول في بداية موسم 2008-09. وجدد عقده لمدة ثلاث سنوات مع القديسين في 29 أغسطس 2008. أنهى موسم 2009-10 بتسجيله عشرين هدفا في مختلف المسابقات، وهذا جعله أول لاعب خط وسط في ساوثهامبتون يصل إلى هذا الرقم في موسم واحد منذ ماثيو لو تيسيي عندما أحرز 30 هدفا في موسم 1994-1995 .في 7 نوفمبر 2011، وقع لالانا عقدا جديدا مع ساوثامبتون ينتهي في صيف عام 2015. سجل في يوم افتتاح موسم 2011-12، هدفا في الانتصار 3-1 على ليدز يونايتد على ملعب سانت ماري. ثم سجل هدفين في الفوز 5-2 على إبسويتش تاون.
جاءت بدايته 150 للنادي في مباراة التعادل 1-1 مع مضيفه بورتسموث. وجاء هدفه العاشر هذا الموسم في الفوز 4-0 على ديربي كاونتي. ثم سجل هدفين في الفوز 2-0 على بارنسلي. تم ترشيحه للجائزة لاعب السنة لكنه خسر لزميله ريكي لامبرت.
ظهر في الدوري الممتاز في يوم الافتتاح موسم 2012-13، وسجل أول هدف في الدوري الممتاز في هزيمة مضيفه وست هام يونايتد 4-1. وجاء الهدف 50 في مسيرته في الفوز 2-0على ريدينغ.في 11 أبريل من عام 2013، وقع لالانا عقدا جديدا لمدة خمس سنوات مع ساوثامبتون. في 18 أبريل من عام 2014، كان اسمه واحدا من ستة لاعبين في القائمة المختصرة للاعب PFA

## ليفربول
انتقل ادام لالانا من ساوثامبتون إلى ليفربول مقابل 25 مليون جنيه إسترليني.